# Sasayaka na Inori
«Sasayaka na Inori» (ささやかな祈り?) es el sencillo n.º 21 de la banda japonesa Every Little Thing, lanzado al mercado el día 16 de agosto del año 2002 bajo el sello avex trax.

## Detalles
Fue el tercer sencillo que más tarde formaría parte del álbum "Many Pieces" de la banda, que sería lanzado un año más tarde. Las ventas de este sencillo comparadas a las del anterior "Kiwoku" fueron notablemente menores, pero igualmente logró debutar en el quinto puesto de los sencillo más vendidos de Oricon la semana de su lanzamiento al mercado. El sencillo contiene dos lados B, pero "AMBIVALENCE" finalmente fue incluido como una canción más al interior del álbum "Many Pieces".
El vídeo musical fue grabado en un aeropuerto, y está incluido en la compilación de videos de la banda "THE VIDEO COMPILATION III". Un programa con las imágenes de detrás de cámaras del vídeo musical fue mostrado al interior del canal de televisión @ channel, pero no ha sido incluido en ninguno de los lanzamientos de Every Little Thing.

## Canciones
1. «Sasayaka na Inori» (ささやかな祈り?)
2. «AMBIVALENCE»
3. «Daisy» (デージー?)
4. «Sasayaka na Inori» (ささやかな祈り?) (Instrumental)
5. «AMBIVALENCE» (Instrumental)
6. «Daisy» (デージー?) (Instrumental)

- Datos: Q3326552